# 耳塞ぎ餅
耳塞ぎ餅（みみふたぎもち、みみふさぎもち）とは日本の葬儀にまつわる俗信、習慣。
友人や親戚など自分と同年齢の死者が出た場合にのみ行われ、餅（地域によっては団子、ぼた餅）で両耳を塞ぎ、死者に呼ばれないように（正確には招く声が聞こえないように）するというもの。これを行わないと、招かれて死んでしまうと信じられていた。

## 概要
日本ではほぼ全国的に伝承が見られ、みみふたげ、みみふさぎ、みみふさげ、みみあて、みみつぶり、みみかくし等の呼び名が存在するが、おおむね「耳をふさぐ」という意味合いの言葉で呼ばれている。耳をふさいだ餅などは使用後は川に流す（秋田県など）。
塩を耳につめるとしている地域（三重県）や、餅や団子を使用せず、鍋や薬缶のふたを使って耳をふさぐ習慣も存在する（徳島県など）。
難産をしている犬の声を聴いてしまった妊婦は、耳に煎餅をあててから、それを川に流さないと難産になってしまうという伝承も存在しており、耳に入った声を無かったことにする対処法として、葬送行事以外の風習にも耳塞ぎ餅のような行動は見ることが出来る。

## 耳団子
大分県大分郡では、耳団子（みみだんご）といい、同年齢の友人が死んだときには団子をつくりそれを食べる行事が行われていた。

## 葬送に関する類似した風習
耳塞ぎ餅に似た風習には幼い子供が死んだ場合に遊び相手を求めて別の子供を招かないように、人形を埋葬した墓を作って遊び相手に見立てる「人形墓」という習慣がある。

## 呼び声
東北地方などで伝承されている鮭の大介（さけのおおすけ）に関する言い伝えでは、「さけのおおすけいまのぼる」という耳にすることを忌まれている大介の声を耳にしないためにも、この耳塞ぎ餅の行事が行われていたとされる地域も存在する。
日本の一部では、死人はひとりで黄泉路（死後の世界への交通路）を行くのを嫌がって親しい人間を連れて行こうとするという考えがある。
異世界の住人からの呼び声が人間に致命的な働きをする例は世界中に見られ、ドイツのローレライや、ギリシャ神話に登場するセイレーンは歌声で人間を誘惑し命を落とすよう仕向ける。また悪魔祓いの途中は弱みをつかまれるため決して悪魔の言葉に耳を傾けてはいけないという（映画「エクソシスト」には母親の声で神父を堕落させようとする悪魔が登場する）。